# Mihail Kutuzov
Mihail Ilarionovič Kutuzov (rus.: Михаил Илларионович Голенищев-Кутузов) (16. rujna 1745. – 28. travnja 1813.) bio je ruski vojskovođa i strateg, fürst Smolenska 1812., prvenstveno poznat po bitkama kod Austerlitza 1805. i kod Borodina 1812. godine.

## Rana karijera
Mihail Kutuzov je rođen u Sankt-Peterburgu 1745., kao sin umirovljenog generala Illariona Matvejeviča Kutuzova. Kao i svako dijete u plemićkoj obitelji upisan je u vojnu školu u ranoj dobi ali njegovo obnašanje dužnosti praporščaka (zastavnika) (rus. прапорщик), započinje tek u 19. godini života. Vatreno krštenje je doživio u ratu protiv Poljske 1764. – 69. Tijekom rusko-turskog rata za vrijeme Katarine Velike poslat je 1770. u Rumjančevu armiju i sudjeluje u borbama u Moldaviji i Vlaškoj, pod generalom Bourom. Posebice se istakao u bitki kod Šumle. 
U bitki kod Alušje ranjen je u glavu i tijekom oporavka dobio je dozvolu za putovanje diljem Srednje i Zapadne Europe gdje upoznaje važne osobe, kako vojne tako i znanstvenike.
Godine 1784. postaje general bojnik a 1787., imenovan je generalnim guvernerom Krima. Tijekom vremena provedenog na Krimu blisko je surađivao s poznatim ruskim generalom Aleksandrom Suvorovim od koga je puno naučio o umijeću ratovanja, koje je kasnije primijenio u praksi. U rusko-turskom ratu 1787. – 1792. pokazuje često svoje vrline. U jednoj od mnogobrojnih malih bitaka pri ruskoj opsadi Oćakova 1788., ponovno je ranjen u glavu (pored stare rane) i gubi vid na desnom oku. Kasnije sudjeluje u bitkama kod Odese i Bende. Poslije osvajanja grada Izmaila 1790. (danas Ізмаїл u Ukrajini),  pod generalom Suvorovim, postaje zapovjednik grada. Dokazuje se u borbama kod Rimnika i Mačina 1791., i biva promoviran u čin general pukovnika.

## 1793. – 1805.
Kutuzov postaje veleposlanik Rusije 1793. u Istanbulu i pokazuje se vrsnim diplomatom tijekom jedne godine u kojoj je obnašao tu dužnost. Već sljedeće godine imenovan je šefom za obrazovanje kadeta i kao guverner u Sankt-Peterburgu. 1802. povlači se u svoj dom u Gorskoj u volinskoj guverniji.

## Bitka kod Austerlitza
U koalicji protiv Napoleona, Kutuzov je bio zapovjednik rusko-austrijskih snaga. U bitki kod Dürrensteina, 23. studenog 1805. odnosi pobjedu. U bitki kod Austerlitza (Češka) 2. prosinca 1805., je u praksi car Aleksandar I. preuzeo komandu. (U slučaju pobjede on bi bio slavljen a u slučaju poraza optužio bi Kutuzova). Kutuzov je bio za to da se sačeka pojačanje i da se napune zalihe robe i municije, no Austrijanci su ga nadglasali. Kutuzov je ranjen na bojnom polju.

## Rusko-turski rat 1806. – 1812.
Od 1808. Kutuzov je ponovno na službi u Moldaviji kada ruska vojska podržava srpsku vojsku u ustanku protiv Turske. Poslije neuspjelog osvajanja utvrde u Brailovu, odnos između Kutuzova i njegovog nadređenog generalfeldmaršala A.A. Prosorovskog, bio je vrlo loš, i Kutuzov postaje vojni guverner u Vilniusu 25. lipnja 1809. Samo dva tjedna poslije Posorovski umire i Peter Bagration postaje zapovjednik ruskih snaga u Moldaviji. Poslije nekoliko neuspjelih bitaka Begrationa zamjenjuje Nikolaj Kamenski (koji se istakao na ruskoj strani u Finskom ratu), no uskoro je obolio tako da Kutuzov zauzima njegovo mjesto, 11. travnja 1809. U borbama za utvrdu Ruščuk ponovno se dokazuje kao dobar taktičar, opkolivši trupe velikog vezira koji je zbog toga tijekom zime pretrpio velike gubitke zbog bolesti i gladi i na kraju se predaje bez neke veće borbe. Poslije bukureštanskog mira Kutuzov napušta službu u Moldaviji i vraća se u Goroskij.

## 1812.
Do Napoleonove invazije na Rusiju dolazi 1812. godine. Ministar rata Michael Andreas Barclay de Tolly primjenjuje taktiku "spaljene zemlje", tj. izdaje naređenje za povlačenje ali istovremeno uništavajući sve čime bi se Francuzi eventualno moglo okoristiti. Ova taktika nije bila popularna među drugim generalima tako da Kutuzov postaje glavni zapovjednik ruskih snaga 29. kolovoza na dužnosti koju je do tada obnašao Petar Bagration. Deset dana kasnije, 7. rujna odigrala se velika i krvava bitka kod Borodina u kojoj je sudjelovalo oko 250 000 vojnika. Bitka je završila bez pobjednika međutim ruski gubici su bili veliki; izgubili su oko pola svojih vojnika dok su Francuzi izgubili svakog četvrtog vojnika. 
Nekoliko dana poslije Kutuzov je pozvao svoje generale na ratno zasjedanje u selo Fili, zapadno od Moskve. Odluka koju su donijeli je bila; povlačenje i predaja Moskve Napoleonu bez borbe. Kasnije je Kutuzov, kada mu je pristiglo pojačanje, napao i pobijedio Napoleonove snage u bitki kod Berezine. Poslije toga dolazi do nesuglasica između Kutuzova i cara Aleksandra I., koji sljedeći potez treba povući. Aleksandar je želio nastaviti borbu protiv Napoleona i osvojiti Europu, dok je Kutuzov smatrao da je oslobođenjem Rusije rat završen. Poslije pobjede u bitki kod Smolenska u studenom 1812., Kutuzovu je dodijeljen naslov princa od Smolenska (Светлейший князь Смоленский).
Početkom 1813., Kutuzov se ozbiljno razbolio i malo prije njegove smrti ga je posjetio car Aleksandar, upućujući mu ispriku za svoje ponašanje i moleći ga za oprost. Navodno je Kutuzov odgovorio: "Naravno da Vam opraštam, Vaša Milosti - ali hoće li to i Rusija napraviti?". Kutuzov umire 10. svibnja 1813. u gradu Bunzlau. Sahranjen je u kazanskoj katedrali u Sankt Peterburgu.
Kutuzov nije imao nasljednika po muškoj liniji i svu njegovu svojinu nasljeđuje obitelj Tolstoj.

## Naslijeđe
Kutuzov je jedan od najvećih ruskih junaka starog doba, možda najznačajniji poslije njegovog učitelja Suvorova, i nekoliko spomenika je podignuto njemu u čast. Aleksandar Puškin ga je veličao a opisan je i u Tolstojevom romanu Rat i mir
Tijekom Drugog svjetskog rata Kutuzov orden dodjeljivan je u Rusiji kao jedno od najviših vojnih odličja. 

## Vanjske poveznice
- Short biography & painting from the Hermitage Museum  Arhivirana inačica izvorne stranice od 4. veljače 2012. (Wayback Machine)
- History of the memorial at Kutuzov's place of death
- The Russian Army during the Napoleonic Wars  Arhivirana inačica izvorne stranice od 21. prosinca 2005. (Wayback Machine)